# 喜多村英梨の超ラジ!
『Voice of A&G Digital 喜多村英梨の超ラジ!』（きたむらえりのちょうラジ）は、2007年3月12日から2010年9月27日まで超！A&G+で放送されていた生放送のラジオ番組。パーソナリティは、喜多村英梨（愛称：キタエリ）。

## 概要
超!A&G+で放送される生放送の帯番組「Voice of A&G Digital 超ラジ!」の月曜担当番組。『オタクのオタクによるオタクのためのA&G』がモットーであり、超ラジ!パーソナリティ最年少にしてリスナー層に一番近い嗜好（オタク的）を持つ喜多村がくりひろげるハイテンションな「ヲタトーク」が特徴的な番組である。
番組独自の挨拶として「オツエリ!」および「乙カレイドスコープ!」（エンド時のみ）を使用していたが、2009年12月より所属事務所がEARLY WINGに移籍となったのに伴い、終わりの挨拶が「シーユーネクストウイン!グッバイ!」や「つばさらば〜!」に変更となった。なお番組の最後は、喜多村とカメラの向こう側にいるリスナーとのジャンケンの後、「つばさらば〜！」の挨拶で締めるのが定番となっている。
本人曰く「天候に左右される」番組。実際、放送当日の東京地方が雨の場合、オープニングのテンションが若干低めになる傾向があった。番組中期時代は、直近に読んだ漫画の影響が色濃く反映される場合も多かった。
- ネット同時送信開始時、今までの限定された聴取環境から一気に広がるためか、「もう悪さ出来ねぇ」と言っていたものの、番組スタイルを変えるような様子はほとんどない。同人音楽をかける事はほとんどなくなったが、そのかわり自分の出ている作品の曲中に台詞を入れたり、合唱することもしばしば見受けられる。

本放送中もしくは直前の番組やCMに影響をうけ、そのなかの特徴的なフレーズを番組中に多用することがある。平野綾の「よろしくっ」や花澤香菜の「もふ、もふ」、豊崎愛生の「ほっこり」などが実際に使われている。音声のみ放送時は、リピート放送だとCMがそっくり入れ替わってしまうため、脈絡が通じなくなることもあった。この傾向は2010年4月16日放送の「井口裕香の超ラジ!Girls」でもみられた。
2008年4月以降、前番組として放送されている『小林ゆうの小林文明』にかなり強い影響を受けており、コーナーテーマなどに反映される事が多い。喜多村本人や月曜スタッフによれば「MEETS YOU（密輸）」との事。
- 番組でのメール採用者へのノベルティは『超ラジ!』共通のシールセット（2008年4月末より希望者のみ送付へ変更）。時々表や裏に本人直筆のサインやイラストが入る場合がある。なお、一時期ハガキでのおたよりも奨励していたが、番組内で宛先を具体的に発表した事はないため、知っている人だけが送っていた模様。同年6月16日放送分より「SKS（スーパーこじかシステム）」というツッコミ音声を導入している。初期は『こどものじかん』キャラクターソングに収録されていたキャラクター音声を使用していたが、番組に来た声優ゲストや、関連番組のパーソナリティ[1]の協力のもと、順調に拡張を続けていた。他に小清水亜美や戸松遥など、2009年3月現在8名の音声が収録され、使用されている。

2008年10月6日放送分より簡易動画の配信を行っている。開始当初は動画出演を避ける傾向があったが、次第に背中に「アキバ系」と書いてある赤いジャージを着たり、その日その日の服装を説明するなど動画を活用する放送になった。
- 喜多村が所属事務所を移籍したために、ブログやテロップに使われている画像が変更された。

## 放送時間
2007年3月12日 - 2007年8月27日
月曜日 17:30 - 19:00（リピート放送：火曜日 11:30 - 13:00）
2007年9月3日 - 2008年3月31日
月曜日 17:30 - 19:00（リピート放送：月曜日 22:30 - 24:00、火曜日 7:30 - 9:00、12:30 - 14:00）
2008年4月7日 - 2009年3月30日
月曜日 18:30 - 20:00（リピート放送：月曜日 24:30 - 26:00、火曜日 8:30 - 10:00、14:30 - 16:00）
2009年4月6日 - 4月27日
月曜日 19:30 - 21:00（リピート放送：火曜日 14:30 - 16:00、土曜日 13:00 - 14:30）
2009年5月4日 - 2010年9月27日
月曜日 19:30 - 21:00（リピート放送：火曜日 14:30 - 16:00、日曜日 13:00 - 14:30）

## コーナー

### レギュラーコーナー
フリートーク&ふつおた
フリートークは番組開始時と次の枠で、ふつおたはコーナー枠以外で随時おこなわれる。金曜担当の鷲崎健からのリレーメッセージも最初のフリートーク枠で放送される。
劇団キタエリ　叱咤激励の夜
リスナーから寄せられたシチュエーションに対して喜多村が超ラジ月曜日内で生まれたキャラで叱咤激励する。以前はコーナーとしては募集していなく、事実上「ふつおた」のコーナーとして存在していたが、2009年6月1日よりコーナーとして開始。
建国! キタエリ王国!
田村ゆかりのゆかり王国、新谷良子のチューリップ王国のように喜多村英梨独自の王国を築いてゆくためのコーナー。2009年8月24日の放送よりコーナー開始。
必殺!キタエリンジャー!
リスナーから寄せられた様々なお悩みに、喜多村率いるキタエリンジャーがありとあらゆる傍若無人な必殺技を駆使してお悩みを解決する（気になってくれる）コーナー。あらかじめリスナーからお悩みを募集し、お悩みの内容によってリスナーからの必殺技（のセリフ）と解決方法の説明を明記したメールを紹介。お悩みをズバッと解決に導いていく。
ヲタジェンガ2011
番組オリジナルのジェンガを喜多村とリスナーとで作り上げていくコーナー。ジェンガのバーにはリスナーから寄せられたヲタ的なお題が書かれてあり、バーを積み上げていく際にそのお題を喜多村自身がこなさなくてはいけない、と言うものである。当初は2010年末から2011年初頭の収録放送に向けて、制作していたが、2010年9月いっぱいでの番組終了に伴い、2010年9月20日に行われる番組最後の公開生放送でヲタジェンガを実施予定
アーリーステーション
2010年5月8日からスタートした新コーナー。喜多村が所属するEARLY WINGの声優をゲストに招き、ゲストの魅力を喜多村自身が引き出していく、色々な意味でアーリーなコーナーである。

### 特設コーナー
レギュラーコーナーではないが、記念回やゲスト回の時に思い出したかのように行われるコーナー。
キタエリ・オタゲー道場
初期は喜多村が好きなゲームをとことん語るコーナーだったが、最近では何らかの記念回（誕生日等）にて、実際にゲーム機を持ち込み、スタッフ総出でゲームに興じるスペシャルコーナー的な存在に。過去、PSPの『塊魂』、WiiやDSの『マリオカート』などのプレイを放送した。
喜多村さんちのオタクッキング
ビンボーなのにグッズは欲しいオタクの欲求を満たすため、超格安・簡単に食費を節約できるレシピを募集し、実際に調理したものを試食する。かなり間は空くものの、時々思い出したかのように実施される。タイトルBGMは『ミスター味っ子』オープニング曲の『ルネッサンス情熱』。
超ラジ！月曜日王選手権
1周年ごとに行われるリスナー参加型クイズ大会。参加希望のリスナーに電話をつなぎ、番組および喜多村の知識を問うクイズを出題して「超ラジ！月曜日王」の座を賭けて競わせるトーナメント形式の大会である。準決勝以下は規定問数先取（第1回は3問、第2回は1回戦3問、準決勝5問）、決勝はパネルの取り合いによる合計点数で勝敗を決する。また、直接参加しないリスナーを対象に優勝者予想投票が実施され、正解者には喜多村及びスタッフのサイン入り番組ステッカーを山分けでプレゼントする。
誕生日企画
喜多村英梨の誕生日（8月16日）前後に行われるお祝い企画（通称「キタエリ生誕祭」）。
本来はサプライズ企画だが、喜多村が内容を予測（看破）することもある。

### 休止中・終了したコーナー
番組宛のメールが開始当初より大幅に増えたことに伴い、コーナー消化の時間がなくなったため。特に「語り」系のコーナーが休止状態になっている。

## 番組から派生したキャラクター
本番組では、喜多村の言動やコーナーから派生し、番組中で定番となったキャラクターが存在する。コーナーで主役になったり、番組中ちょくちょく登場したり、ノベルティーCDに収録されたりと、番組中での活躍が多岐に及ぶ。
バカ犬子
釘宮理恵が演じた『ぽてまよ』の「春日ねね」のモノマネがルーツとなり、「ウザ萌えシンドローム」コーナーで確立したキャラ。「バカイヌッ!」というフレーズを多用したのと、ほぼ同時期に放送されていたインターネットラジオ『武装神姫 RADIO RONDO』で同一起源のキャラを「喜多村ハウリン犬子」と命名したため、この名前となった。甲高い声が特徴のツルペタ娘で、先述の「バカイヌっ!」が決めセリフ。
ふわクロさん
「ふわクロガーデン」コーナーから派生。ふわっとしたしゃべりに必ず入る毒舌が特徴。コーナー誕生の由来もあり、誕生当初から現在に至るまでバカ犬子とコンビで登場する。巨乳でスタイル抜群という設定。
ヤンデレちゃん
「喜多村本・制作委員会（仮）」でのリスナー投稿から派生。その名の通り典型的なヤンデレキャラで、か細い声と危険極まりない言動が特徴。特に「わたしのへその緒、もらって下さい…」というのが決めセリフになっている。「浜松町ヤンデレ爆走族」の「ヤンデレ」とは関係がない。
ハモハモ
リスナーから送られてきた鱧に関するメールで、「ハモ」という単語の響きを気に入った喜多村が即興で生み出したキャラ。おだんご頭とへちょ顔、そして幼い感じの声が特徴。なんでもハモハモしたくなるとのこと。
職人戦隊キタエリンジャー・ミクラシマンジャー
番組に投稿するリスナーのうち、特に採用数の多い常連5人をスーパー戦隊シリーズに見立てて番組CMを作った事をきっかけに誕生。番組内独自のスタッフ配役版と、本CM用の喜多村一人芝居版の2種類が存在する。なお、後述の「第2回超ラジ!月曜日王選手権」で、キタエリンジャーが敗北し、キタエリンジャー以外のリスナーが勝利したことで、6人目のメンバ-として追加されると思われたが、超ラジ月曜日影の支配人未苦裸死魔の呼びかけにより、第2回超!超ラジ月曜日王勝者のリスナーを筆頭に悪の組織「ミクラシマンジャー」が結成された。以後、キタエリンジャーとミクラシマンジャーの投稿ネタ対決（キタエリンジャー/ミクラシマンジャー番宣、次回予告原稿、大喜利）が展開されていた。2009年8月10日の公開生放送で最終決戦を迎え、キタエリンジャーが勝利した。しかし、真の悪玉もみぃの策略によりスーパーゲル状デルドロンドリンクを飲まされ、キタエリンジャーは壊滅してしまう

## ゲスト
番組に出演した主なゲスト。
- #1（2007年3月12日） - 鷲崎健
- #2（2007年3月19日） - 小池ジョアンナ
- #15（2007年6月18日） - 森永理科
- #52（2008年3月3日） - 大原桃子
- #61（2008年5月5日） - 廣田詩夢
- #69（2008年6月30日） - ON/OFF
- #70（2008年7月7日） - 小清水亜美
- #71（2008年7月14日） - 飯塚雅弓
- #79（2008年9月8日） - 竹本英史、川瀬浩平
- #81（2008年9月22日） - 大原桃子（電話出演）
- #87（2008年11月3日） - 鷲崎健、井澤詩織
- #89（2008年11月17日） - 大胡寛二（エイベックス・エンタテインメント プロデューサー＜エンディングで登場＞）
- #90（2008年11月24日） - いとうかなこ
- #91（2008年12月1日） - 鷲崎健、川瀬浩平
- #92（2008年12月8日） - 大原桃子、松嵜麗
- #93（2008年12月15日） - 高橋美佳子
- #96（2009年1月5日） - 森永理科
- #99（2009年1月26日） - 鈴木敦子（コナミ 広報担当）＜前半＞、井澤詩織＜後半＞
- #101（2009年2月9日） - 井澤詩織
- #103（2009年2月23日） - ポアロ（鷲崎健、伊福部崇）
- #106（2009年3月16日） - 渕崎ゆり子
- #107（2009年3月23日） - 廣田詩夢
- #109（2009年4月6日） - 北田修一（読売テレビ）、森岡卓己（CHAOS;HEAD宣伝担当）
- #111（2009年4月20日） - 戸松遥
- #113（2009年5月4日） - 井上直美
- #116（2009年5月25日） - 鷲崎健
- #119（2009年6月15日） - 桃井はるこ
- #120（2009年6月22日） - ジョイまっくす、大森遥（バップ）
- #122（2009年7月6日） - 轟豊太（バンダイビジュアル）
- #125（2009年7月27日） - 山中隆弘（キングレコード）
- #127（2009年8月10日） - 桃井はるこ、山中隆弘
- #133（2009年9月21日） - 阿久津加菜、五十嵐裕美、納谷僚介（マウスプロモーション）
- #135（2009年10月5日） - 今井麻美、五十嵐裕美
- #136（2009年10月12日） - 桑門そら、越田直樹
- #139（2009年11月2日）- 桑門そら、越田直樹、阿久津加菜、五十嵐裕美
- #142（2009年11月23日） - 猫叉Master＜前半＞、鈴木敦子（コナミ 広報担当）＜後半＞
- #147（2009年12月28日） - 桑門そら、越田直樹
- #148（2010年1月4日） - 桑門そら、越田直樹
- #151（2010年1月25日） - 下田麻美
- #154（2010年2月15日） - 桑門そら
- #155（2010年2月22日） - 中山信宏（ジェネオン・ユニバーサル・エンターテイメントジャパン）
- #156（2010年3月1日） - nao
- #161（2010年4月5日） - 鈴木敦子（コナミ 広報担当）
- #165（2010年5月3日） - 野田麻由美
- #166（2010年5月10日） - 鷲崎健
- #169（2010年5月31日） - 阿部玲子
- #173（2010年6月28日） - 近藤佳奈子、阿部玲子
- #174（2010年7月5日） - 今井麻美（代打パーソナリティ）、下田麻美、中村繪里子、長谷川明子、濱田智之
- #175（2010年7月12日） - 鈴木敦子（コナミ 広報担当）
- #176（2010年7月19日） - 水野愛日
- #180（2010年8月16日） - 今井麻美
- #185（2010年9月20日） - 水野愛日、阿部玲子、桑門そら

## エピソード
- 2007年3月19日放送分（第2回）での「オタクッキング」コーナーにて、ゲストの小池ジョアンナの好きな生八つ橋を、コーナー趣旨にあわせて餃子の皮で再現しようとした。しかし、ただ湯通ししただけの皮がドロドロになってしまい、中身用に用意したあんこやフルーツをそのまま食べた方がいいという結果になってしまった。
- 2007年8月13日放送分（第23回）では、喜多村の誕生日直前という事で、ほぼ番組枠すべてを使って誕生日特別企画を実施した。また、それにあわせて男性スタッフはほぼスーツ、同席した井澤詩織がメイド服でおもてなしをした。
- 2007年12月31日放送分（第43回）では、「オタ人生ゲーム」コーナーの集大成として、募集したコマを採用した人生ゲームを使用して実際にプレイした。番組初の録音放送でもある。
- 2008年1月7日放送分（第44回）で、リレーメッセージやフリートークを途中に挟みつつながら約40分に渡って年始に行った水樹奈々のライブの感想を熱く語ったところ、水樹側のスタッフ経由で本人にその情報が伝わり、2008年2月5日放送分（第48回）で本人から直接メッセージをもらうに至った。なお、本人には内緒で流されたため、大興奮する喜多村の模様もあわせて放送された。
- 「ふわクロガーデン」コーナー実施中は、響きが似ているという理由で『田村ゆかりのいたずら黒うさぎ』（通称『いた黒』）パーソナリティの田村ゆかりのオリジナル曲を流し続けていた。
- 2008年3月10日放送分（第53回）では、放送1周年を記念して「超ラジ!月曜日王選手権」を実施し、喜多村初の生電話クイズ企画を実施した。
- 2008年6月30日放送分（第69回）では、ゲストのON/OFFを前にしてすっかり舞い上がってしまい、ほぼ全編に渡っていつもとは違ったテンションの喜多村の様子が放送された。
- 2008年7月7日放送分（第70回）および7月14日放送分（第71回）で、まだ発売前の自身のデビューシングルの収録曲をほぼフルコーラスでかけた。
- 2008年8月11日放送分（第75回）では、単独では初めての公開生放送を文化放送1階のサテライトプラススタジオで行った。
- 2008年9月22日放送分（第81回）では、番組内専用としてスタッフ一同による「職人戦隊キタエリンジャー」版の番組宣伝CMが放送された。なお、喜多村一人が演じる同版番宣CMは、2008年9月後半頃より超!A&G+の通常CM枠にて放送されている。
- 2008年11月3日放送分（第87回）では、直前に行われた公開生放送イベント「超ラジ!感謝祭」で共演した鷲崎健と井澤詩織を、半ば強引にゲストとして出演させた。そのため、金曜からのリレーメッセージを送った本人とともに聞くという、通常ではあり得ない状況となった。なお、動画放送開始以来、初の喜多村本人を撮影した映像が放送された回でもある。
- 2008年11月17日放送分（第89回）では、喜多村が出演している『瀬戸の花嫁』OVA特集として、ファンディスクのキャラクターソングクリップを映像にて放送した。『超ラジ!』、『超ラジ!Girls』において、スタジオ映像以外の映像を放送したのは超ラジ!月曜が初めてだった。翌週の11月24日放送分（第90回）では、引き続き『CHAOS;HEAD』特集として、ゲストにいとうかなこを迎え、オープニング曲のミュージッククリップや本編のプロモーション映像を、12月1日放送分（第91回）では、番組後半で『ケメコデラックス!』の第8話の一部を放送した。
- 2008年12月29日放送分（第95回）では、年末調整のため、番組2度目となる収録放送を行った。なお、本回に関しては前もって収録であることが告知され、収録は第94回生放送終了後に行われた。内容は番組の1年を振り返るとともに、喜多村本・制作委員会の特製CDへの収録作品決定と、リスナーの情報をもとに似顔絵を描くコーナーの2本立てだったが、一部で田村ゆかりの曲をBGMでかけ続けるという小ネタも仕込まれていた。
- 2009年1月5日放送分（第96回）では、後続の『森永理科のアウトローラジオ』と相互に乗り入れし、ほぼ2時間30分にわたっての生放送を行った。
- 2009年1月26日放送分（第99回）で、コナミ広報担当の鈴木敦子と共に参加した水樹奈々の武道館ライブの感想を番組中に語り合ったところ、翌2月2日放送分（第100回）で、再び水樹本人からのお礼メッセージが流された。
- 2009年3月2日（第104回）及び、2009年3月9日放送分（第105回）では、放送2周年記念として、2週にわたって「第2回超ラジ!月曜日王選手権」が行われ、1週目では8名のリスナーが、2週目では前週を勝ち進んだ4名がトーナメント方式で「超ラジ!月曜日王」の座を賭けて競い合った。なお、上記の「キタエリンジャー」に列せられている常連リスナー3名も出場したが、全員が2週目で敗れるという波乱の結果となった。
- 2009年6月15日放送（第119回）以降ゲストが2組も登場する場合一部のコーナーがカットされるケースは多い。なおコーナーが全編行われなかった回も数回ある。
- 2009年7月6日放送分（第122回）より第58回以来のスタッフの人事異動が行なわれて、番組に女性スタッフのもみぃ（=『森永理科のアウトローラジオ』のプロデューサーでもある）が参加することになった。前任プロデューサーの「（初代）乳頭ピンク」こと高橋さんは『岩田光央の超ラジ!』プロデューサーへ担当が移ったが、リスナーからのねぎらいのメールはほとんどなかったと第123回の番組ブログで報告されていた。
- 2009年8月10日放送分（第122回）では、2度目の公開生放送（動画中継あり）を文化放送1階のサテライトプラスで行った。
- 2010年1月4日放送分（第148回）では、年末調整のため、番組3度目となる収録放送を行った。
- 2010年7月5日放送分（第174回）では、喜多村がAnime Expo2010へのゲスト参加で不在のため、同じEARLY WING所属の今井麻美が代打パーソナリティとして番組を進行した。なお、終盤には帰国したばかりの喜多村も登場した。

## 関連番組

### 喜多村英梨の超ラジ!+
2007年10月6日から2008年1月12日まで、『A&G 超RADIO SHOW〜アニスパ!〜』内の21時台コーナーとして放送されていた。
コーナー「発見! エリキャラコレクション!」
- 喜多村英梨の別名（○○エリ）を募集して、新しいキャラを探していく。

### 喜多村英梨・吉野裕行の超ラジ!
2008年3月29日に東京国際アニメフェア2008の文化放送ブースで開催された45分の生放送イベント。パーソナリティは喜多村英梨と吉野裕行の2人で、フリートークとそれぞれの番組のコーナーを1つずつ実施するという構成で行われた。単独ではないものの、『喜多村英梨の超ラジ!』としては初の公開生放送である。
喜多村本・制作委員会（仮）
- 『喜多村英梨の超ラジ!』より。“『吉野裕行の超ラジ!』のCM”というテーマで事前にメールを募集、当日2人の掛け合いで生CMを放送した。

知らぬが仏、みずから学べ!
- 『吉野裕行の超ラジ!』より。新コーナーのお披露目として、この番組中で初めて実施された。